# Namib
Namib, do roku 1985 Moçâmedes, je angolské město. Leží na jihozápadě Angoly, na pobřeží Atlantského oceánu. Má 150 000 obyvatel. Je hlavním městem stejnojmenné angolské provincie. Je důležité svým přístavem, po Luandě a Lobitu třetím největším v Angole. Letiště, nazvané po Juriji Gagarinovi slouží pro vnitrostátní lety.
Město založili Portugalci roku 1840. Během angolské občanské války byly vnitrozemské oblasti provincie Namibe ovládány povstalci z UNITA, zatímco město a pobřeží kontrolovaly vládní síly. V letech 1981–1985 byla provincie Namibe cílem agrese armády Jihoafrické republiky, které se bránila angolská vojska s podporou Kubánců.
V provincii Namibe se vyskytuje welwitschie podivná, ojedinělá endemická stálezelená rostlina.
V roce 2013 město pořádalo mistrovství světa v hokeji na kolečkových bruslích.